# Райлі (Індіана)
Райлі (англ. Riley) — місто (англ. town) в США, в окрузі Віго штату Індіана. Населення — 238 осіб (2020).

## Географія
Райлі розташоване за координатами 39°23′23″ пн. ш. 87°18′1″ зх. д. / 39.38972° пн. ш. 87.30028° зх. д. (39.389765, -87.300212).  За даними Бюро перепису населення США в 2010 році місто мало площу 0,23 км², уся площа — суходіл.

## Демографія
Згідно з переписом 2010 року, у місті мешкала 221 особа в 93 домогосподарствах у складі 57 родин. Густота населення становила 952 особи/км².  Було 103 помешкання (444/км²).
Расовий склад населення:
| - 97,7 % — білих - 0,5 % — корінних американців - 0,5 % — чорних або афроамериканців |

До двох чи більше рас належало 1,4 %. Частка іспаномовних становила 0,5 % від усіх жителів.
За віковим діапазоном населення розподілялося таким чином: 27,1 % — особи молодші 18 років, 58,0 % — особи у віці 18—64 років, 14,9 % — особи у віці 65 років та старші. Медіана віку мешканця становила 32,8 року. На 100 осіб жіночої статі у місті припадало 102,8 чоловіків;  на 100 жінок у віці від 18 років та старших — 94,0 чоловіків також старших 18 років.
Середній дохід на одне домашнє господарство  становив 50 922 долари США (медіана — 43 333), а середній дохід на одну сім'ю — 60 776 доларів (медіана — 58 750). Медіана доходів становила 41 563 долари для чоловіків та 27 321 долар для жінок. За межею бідності перебувало 6,4 % осіб, у тому числі 11,9 % дітей у віці до 18 років та 0,0 % осіб у віці 65 років та старших.
Цивільне працевлаштоване населення становило 86 осіб. Основні галузі зайнятості: освіта, охорона здоров'я та соціальна допомога — 20,9 %, роздрібна торгівля — 17,4 %, виробництво — 12,8 %, публічна адміністрація — 10,5 %.